# Sông Sào
Sông Sào, tên khác: Suối Tơ Long, Suối Mây Lu, là một con sông đổ ra Sông Hiếu. Sông Sào chảy qua các tỉnh Nghệ An, Thanh Hoá .
Sông có chiều dài 36 km và diện tích lưu vực là 223 km² .
Sông Sào đổ vào Sông Hiếu tại thị xã Thái Hòa Nghệ An.